# I Am Alive
I Am Alive és un videojoc d'acció i de terror desenvolupat per Ubisoft Shanghai i publicat per Ubisoft. El joc se situa en un món post-apocalíptic i se centra en l'enfrontament permanent contra la inseguretat d'un món distòpic, decadent i tòxic. Originalment es va desenvolupar per Darkworks, des de 2005 fins a 2007, però Ubisoft Shanghai va acabar-lo. La comercialització va començar el 2012.